# Francisco Javier Fernández Casas
Francisco Javier Fernández Casas (1945, Bilbao) és un botànic espanyol.

## Biografia
Francisco J. Fernández Casas va néixer el 1945 a Bilbao (Biscaia). Llicenciat en ciències biològiques per la Universitat de Barcelona el 1969. Doctor per la Universitat de Granada el 1972.
Actualment treballa en el CSIC en el Reial Jardí Botànic de Madrid, en el departament de Biodiversitat i Conservació.
Col·labora des de fa anys sobretot d'editor amb l'Institut d'Ecologia i Sistemàtica de l'Acadèmia de Ciències de Cuba en l'edició de la prestigiosa Flora de la República de Cuba.

## Obres
- Col·laboració en Vascular Plant Families and Genera, ISBN 0947643435.

- 2007. Cnidoscolorum notulæ (Euphorbiaceæ) C. adenochlamys Fernandez Casas. Adumbrationes ad Summæ Editionem 18. 14 pp.L'abreviació botànica estandarditzada per citar un tàxon descrit per aquest autor és Fern.Casas[1]